# Appenzell Ausserrhoden
Appenzell Ausserrhoden là một trong số 26 bang của Thụy Sĩ và nằm ở khu vực nói tiếng Đức của Thụy Sĩ. Thủ phủ bang Appenzell Ausserrhoden đóng ở thành phố Herisau.